# 貝爾湖

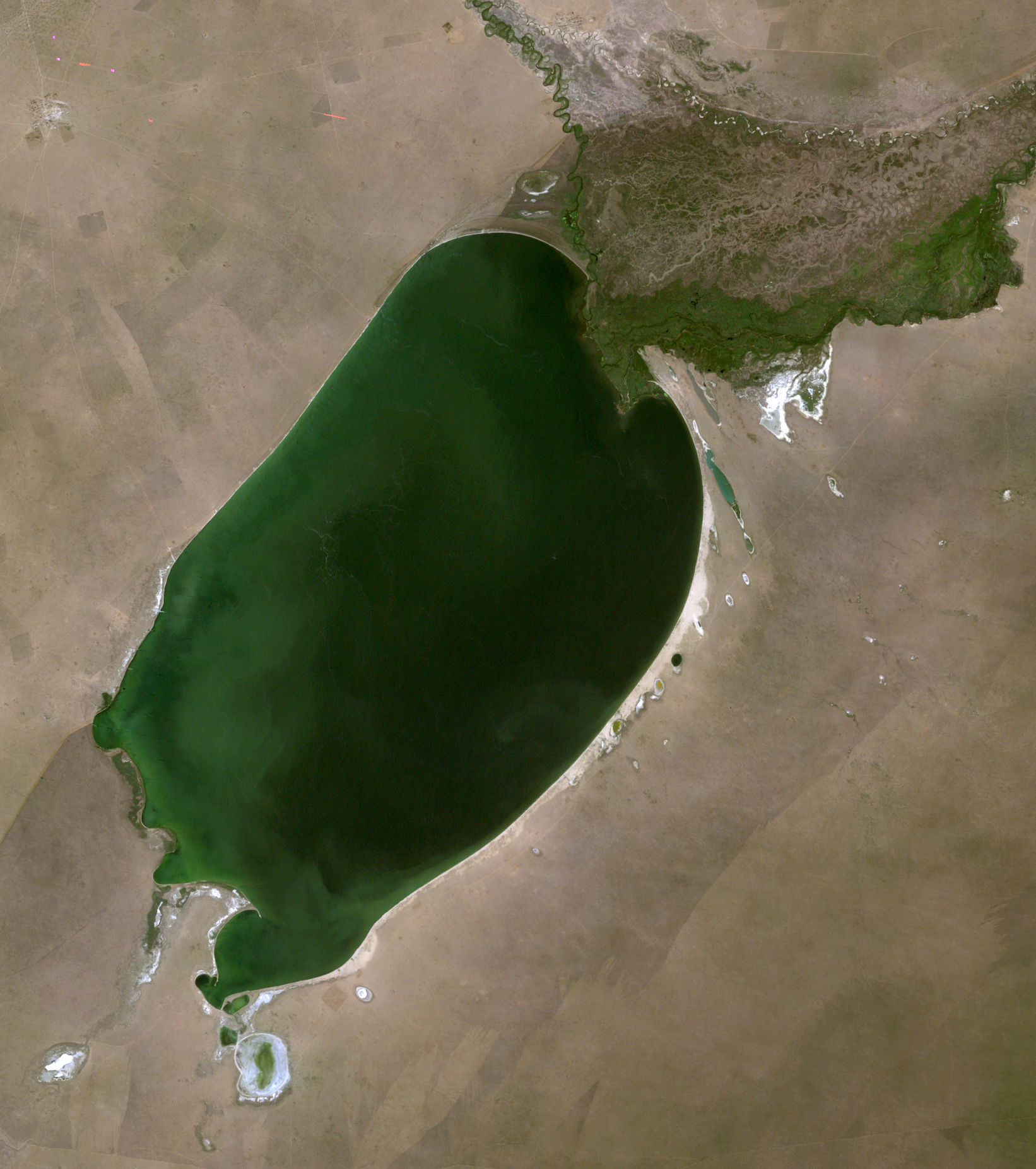
貝爾湖的衛星航拍圖像

47°48′05″N 117°42′22″E / 47.8015°N 117.706°E
貝爾湖 （汉语拼音字母：Buir nur），是位於蒙古國东部与中國大陸內蒙古自治区接壤地区的界湖，面積615平方公里，大部份屬蒙古国，仅西北部40平方公里属中國大陸。贝尔湖来源于蒙古人对“公水獺”的称呼，在明朝时谐音称为捕鱼儿海，清朝時期稱貝雨爾湖，至中華民国大陆时期渐渐演变成了偏向于俄语发音的“贝尔湖”。边境平均水深8米左右，湖面海拔583.90米。東南有哈拉哈河注入，西北角有烏爾遜河與呼倫湖相通，故有呼伦贝尔一地的来历。1388年，明朝将领蓝玉曾在捕鱼儿海附近击溃北元军队。
```

```